# Talsperre Sedlice
Die Talsperre Sedlice (tschechisch Vodní nádrž Sedlice) ist eine Brauchwassertalsperre in Tschechien.

## Geographie
Die Talsperre liegt sieben Kilometer südwestlich von Humpolec bei der Ortschaft Sedlice und staut die Hejlovka und den Jankovský potok. Ihr Stauraum umfasst das Engtal der Želivka, die einen Kilometer südwestlich des Dammes im Stausee durch den Zusammenfluss von Hejlovka und Jankovský potok entsteht.

## Geschichte
Die Talsperre entstand zwischen 1921 und 1927 zur Elektroenergieversorgung der Stadt Humpolec. Im Jahresmittel beträgt der Durchfluss am Damm 2,57 m³/s. Daneben wird der Stausee für Erholungszwecke genützt.